# 纳塔利娅·拉夫里年科
纳塔利娅·彼得罗芙娜·拉夫里年科（羅馬化：Natallia Piatroŭna Laŭrynienka；1977年3月30日—）是白俄罗斯女子赛艇运动员。她参加了1996年夏季奥林匹克运动会赛艇比赛，并赢得了女子八人单桨有舵手铜牌。